# كيفن هاتشر (لاعب هوكي الجليد)
كيفن هاتشر (بالإنجليزية: Kevin Hatcher)‏ هو لاعب هوكي الجليد أمريكي، ولد في 9 سبتمبر 1966 في ديترويت في الولايات المتحدة.

## وصلات خارجية
- كيفن هاتشر على موقع دوري الهوكي الوطني (الإنجليزية)
- كيفن هاتشر على موقع قاعة مشاهير الهوكي (لاعب أن.إتش.أل) (الإنجليزية)
- كيفن هاتشر على موقع EliteProspects.com (الإنجليزية)
- كيفن هاتشر على موقع HockeyDB.com (الإنجليزية)
- كيفن هاتشر على موقع Hockey-Reference.com (الإنجليزية)
- كيفن هاتشر على موقع أوليمبيديا (الإنجليزية)